# Asnières-la-Giraud
Asnières-la-Giraud é uma comuna francesa na região administrativa da Nova Aquitânia, no departamento de Charente-Maritime. Estende-se por uma área de 18,64 km². Em 2010 a comuna tinha 1 051 habitantes (densidade: 56,4 hab./km²).